# Sami Kanaan
Sami Kanaan, né le 8 janvier 1964 à Beyrouth (Liban), est une personnalité politique genevoise, membre du parti socialiste. Il est conseiller administratif (exécutif) de la ville de Genève depuis le 1er juin 2011, chargé du département de la culture et de la transition numérique, et maire de Genève en 2014-2015, 2018-2019 et 2020-2021.

## Biographie
Sami Kanaan naît le 8 janvier 1964 à Beyrouth, au Liban, d'un père libanais et d'une mère suisse originaire de Bâle. Il a une sœur, mariée au professeur d'informatique à l'École polytechnique fédérale de Lausanne Rachid Guerraoui. 
Sa scolarité se déroule à Beyrouth, à Athènes, à Berne et il obtient une maturité scientifique à Bienne,. 
Ses études se poursuivent à Zurich, à l’École polytechnique fédérale, où il obtient un diplôme de physicien (1989), puis à l’Université de Genève avec une licence puis un DES en science politique (1995).
De 1995 à 2000, il est chargé de projet pour l’Association européenne des universités, puis fait partie d’un bureau indépendant d’évaluation des politiques publiques, evaluanda, jusqu'en 2005.
De 2005 à 2010, il est cadre supérieur à la Ville de Genève, dans le domaine des affaires sociales, des écoles, de la jeunesse et du sport.

## Parcours politique
Membre actif du parti socialiste genevois, il préside la section de la Ville de Genève de 1994 à 1998 (co-président avec Véronique Pürro de 1994 à 1996). Membre de plusieurs associations, il a présidé le Groupe sida Genève (2003-2008) et la section genevoise de l’Association transports et environnement (ATE, 2003-2007).
Il est conseiller municipal en ville de Genève de 1997 à 2001. De 2001 à 2005, il siège au Grand Conseil du Canton de Genève. Il est réélu au parlement cantonal en 2005 mais renonce à y siéger. 
Dans le cadre de la campagne précédant les élections au conseil administratif d’avril 2011, il est présenté comme étant « à gauche sans faire la révolution » et de « sensibilité verte ». Il est alors directeur du Département de la cohésion sociale, de la jeunesse et des sports de la Ville de Genève, dépendant du magistrat Manuel Tornare (socialiste), et apparaît comme son dauphin naturel. 
Début janvier 2016, il est nommé par le Conseil fédéral président de la Commission fédérale pour l'enfance et la jeunesse, où il succède à Pierre Maudet. 
Il est retenu sur la liste de son parti pour les élections de 2023 au Conseil national. 

### Conseiller administratif
Le 17 avril 2011, Sami Kanaan est élu en première position à l'exécutif de la ville de Genève. Il entre en fonction le 1er juin 2011 et prend la tête du Département de la Culture et du Sport. Il exerce la fonction de maire de Genève du 1er juin 2014 au 31 mai 2015. Il est réélu en première position  le 10 mai 2015 et conserve la responsabilité du Département de la Culture et du Sport. Seul candidat sortant, il est réélu en première position le 5 avril 2020. Lors de la répartition des dicastères, il garde contre toute attente la culture, mais laisse les sports, et récupère la direction des systèmes d'information et de communication, sujet phare de son année de maire en 2018-2019,. La nouvelle structure prend le nom de Département de la culture et de la transition numérique. Il occupe le premier le poste de maire pour la nouvelle législature.

#### Projets réalisés et manifestations organisées
Afin de promouvoir la danse contemporaine, il reprend le projet de création d'une institution dévolue à cet art dans le canton de Genève,. En 2013, il développe avec son collègue Rémy Pagani un projet de pavillon temporaire installé à la place Sturm.

Sous son mandat, la Bibliothèque de la Cité est rénovée par la designer Matali Crasset avec pour but de moderniser l'esthétique du décor, la fonctionnalité des espaces et de favoriser la médiation avec le public. La salle de l'Alhambra est également rénovée pour en faire une maison de la musique.

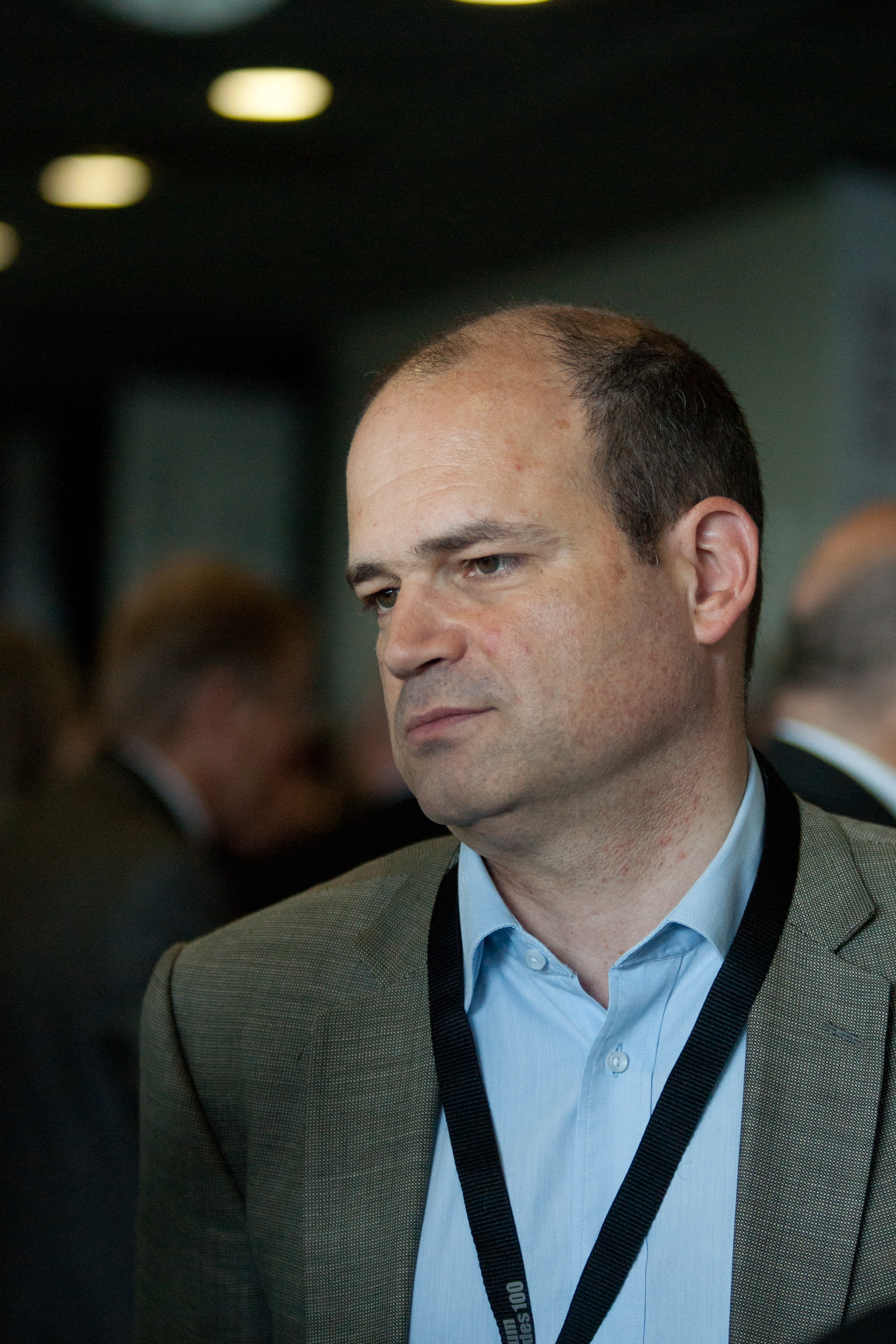
Sami Kanaan au forum des 100 en 2012.

Sami Kanaan et ses services œuvrent pour organiser à l'automne 2017 la venue à Genève des géants de la compagnie Royal De luxe. Durant trois jours, la petite géante et sa grand-mère défilent dans les rues de Genève et Carouge, proposant des animations de rue sur leurs parcours. La manifestation rencontre un succès populaire, rassemblant 850 000 personnes en trois journées,. 
Sous son impulsion, la ville de Genève organise le 17 octobre 2017 une nuit de la photographie,. Cette manifestation, intitulée No'Photo, se veut centrée sur le milieu genevois et présente plusieurs créations contemporaines ainsi que des extraits des collections municipales. No'Photo est reconduit en 2019, dans une formule de biennale de la photographie, étendue sur une dizaine de jours.

#### Affaire des frais professionnels
En novembre 2018, la Cour des comptes révèle dans un audit l'existence de dépenses somptuaires sans aucun lien avec la fonction (champagne de luxe, dépenses au milieu de la nuit, taxis non justifiés, etc.), en particulier concernant le conseiller administratif Guillaume Barazzone -  des erreurs reconnues par l'élu PDC - mais aussi à des degrés divers Esther Alder et Rémy Pagani. Ces abus ont été rendus possibles par une absence de contrôles croisés au sein de l'exécutif. De leur côté, Sandrine Salerno et Sami Kanaan sont blanchis par la Cour des comptes par rapport à leurs pratiques personnelles,,.
Dans un premier temps, le Conseil administratif refuse une partie des mesures recommandées par la Cour des comptes, avant de mener une démarche de transparence complète, à l'initiative de Sami Kanaan[réf. nécessaire], alors maire de Genève,. L'intégralité des frais depuis 2007 sont alors rendus publics,.

## Sources
- « Curriculum vitae »(Archive.org • Wikiwix • Archive.is • Google • Que faire ?), sur samikanaan.ch, juin 2011 (consulté le 26 juin 2016)
- « Sami Kanaan, un Genevois de son temps, sans bluff »(Archive.org • Wikiwix • Archive.is • Google • Que faire ?), sur samikanaan.ch, mai 2011 (consulté le 26 juin 2016)